# Teresa Pietraszkiewicz
Teresa Pietraszkiewicz (ur. 1 stycznia 1947 w Kątach na Białostocczyźnie) – polska rolniczka i polityk, posłanka na Sejm PRL VIII kadencji.

## Życiorys
Uzyskała wykształcenie zasadnicze zawodowe. Prowadziła owczarnię (specjalistyczne gospodarstwo rolne), za które w 1975 została nagrodzona „Złotą Wiechą”. Od 1976 należała do Zjednoczonego Stronnictwa Ludowego. Była członkinią prezydium Wojewódzkiego Komitetu partii w Białymstoku i radną Gminnej Rady Narodowej. W latach 1980–1985 pełniła mandat posłanki na Sejm PRL VIII kadencji w okręgu białostockim. Zasiadała w Komisji Leśnictwa i Przemysłu Drzewnego, Komisji Rolnictwa i Przemysłu Spożywczego oraz w Komisji Administracji, Gospodarki Przestrzennej i Ochrony Środowiska.